# ۳۰۵ (پیش از میلاد)
۳۰۵ (پیش از میلاد) ۳۰۵مین سال قبل از تقویم میلادی است.